# Aphaenogaster smythiesii
Aphaenogaster smythiesii é uma espécie de inseto do gênero Aphaenogaster, pertencente à família Formicidae.